# José María Fórneas
José María Fórneas Besteiro (1926-2003) fue un arabista español.

## Biografía
Nació el 19 de marzo de 1926 en la parroquia lucense de San Paio de Arcos, perteneciente al municipio de Castroverde. Catedrático de Lengua Árabe y Árabe Vulgar en la Universidad de Granada, falleció el 11 de septiembre de 2003. Fue autor entre otras obras de unos Elencos biobibliográficos arábigoandaluces (1971).